# KkStB 21.0
Die kkStB 21.0 war eine Elektrotriebwagenreihe der k.k. österreichischen Staatsbahnen (kkStB) für den Einsatz auf der Lokalbahn Neumarkt–Waizenkirchen–Peuerbach.

## Einsatzgeschichte
Die drei Fahrzeuge wurden im Jahr 1908 von AEG (elektrische Ausrüstung) und der Grazer Waggonfabrik gebaut.
Sie ähnelten weitgehend den kkStB 20.0 der Montafonerbahn sowie den für die Hohenfurther Lokalbahn gebauten kkStB 22.0.
Als 1913 das Unternehmen Stern & Hafferl die Betriebsführung der Lokalbahn übernahm, wechselten die Fahrzeuge unter Beibehaltung der Bezeichnung den Besitzer. Sie kamen weiterhin auf ihrer Stammstrecke zum Einsatz, befuhren aber nun auch die Linzer Lokalbahn. Mit einem der Triebwagen wurde am 13. November 1931 der elektrische Betrieb auf der Lokalbahn Lambach–Vorchdorf aufgenommen.
1943 wurden sie in 21.150–152 umgezeichnet.
1975 wurden 21.151 und 152 ausgemustert.
1998 wurde der 21.150 in 22.109 umbenannt und fungiert bis dato als Nostalgiefahrzeug; er ist aktuell in Waizenkirchen abgestellt.

## Technik
Auf einem stählernen Rahmen saß ein Wagenkasten aus Eschenholz, der außen mit Teakholzleisten verkleidet war. Die Radstand betrug 4.800 mm, die Federn und Achslagerführungen waren (dem zeitgenössischen Waggonbau entsprechend) am Längsträger des Rahmens montiert. Der Innenraum bestand aus durch den Gepäckraum getrennte Abteile 2. und 3. Klasse. Im Gegensatz zu den etwas später beschafften Triebwagen der Linzer Lokalbahn besaßen die kkStB 21.0 von Anfang an geschlossene Plattformen.
Die Fahrzeuge wurden mit 750 V Gleichspannung betrieben und besaßen anfangs einen Lyra-Stromabnehmer, der nach der Übernahme durch Stern & Hafferl gegen einen Scherenstromabnehmer getauscht wurde. Der Antrieb erfolgte über zwei je 39 kW starke Tatzlagermotoren, die über Schleifringfahrschalter gesteuert wurden. Im Gegensatz zu den kkStB 22.0, jedoch analog zu den kkStB 20.0 besaß die Baureihe 21.0 lange Jahre lediglich eine elektrische Widerstandsbremse sowie Handbremse.
Nach dem 1933 erfolgten Einbau eines akkumulatorgespeisten Signalhorns sowie eines zweiten Frontscheinwerfers wurden die Fahrzeuge ab 1943 mit Saugluftbremse, Rollenachslagern und neuen Fahrschaltern ausgerüstet. Zwischen 1949 und 1951 erfolgte der Neubau der Wagenkästen in der StH-Hauptwerkstätte in Vorchdorf.